# Roquemaure (Gard)
Roquemaure – miejscowość i gmina we Francji, w regionie Oksytania, w departamencie Gard.
Według danych na rok 1990 gminę zamieszkiwało 4647 osób, a gęstość zaludnienia wynosiła 177 osób/km² (wśród 1545 gmin Langwedocji-Roussillon Roquemaure plasuje się na 70. miejscu pod względem liczby ludności, natomiast pod względem powierzchni na miejscu 256.).